# Skeleton nos Jogos Olímpicos de Inverno de 2002 - Masculino
A competição masculina do skeleton nos Jogos Olímpicos de Inverno de 2002 foi disputada no Utah Olympic Park, no dia 20 de fevereiro.

## Medalhistas
| Ouro   | USA Jimmy Shea    |
| Prata  | AUT Martin Rettl  |
| Bronze | SUI Gregor Stähli |

## Resultados
| Pos.              | Nome                       | 1ª Corrida | 2ª corrida | Total   | Dif.   |
| ----------------- | -------------------------- | ---------- | ---------- | ------- | ------ |
| Medalha de ouro   | USA Jimmy Shea             | 50.89      | 51.07      | 1:41.96 | —      |
| Medalha de prata  | AUT Martin Rettl           | 51.02      | 50.99      | 1:42.01 | +0.05  |
| Medalha de bronze | SUI Gregor Stähli          | 51.16      | 50.99      | 1:42.15 | +0.19  |
| 4                 | IRL Clifton Wrottesley     | 51.07      | 51.50      | 1:42.57 | +0.61  |
| 5                 | USA Lincoln Dewitt         | 51.63      | 51.20      | 1:42.83 | +0.87  |
| 6                 | CAN Jeff Pain              | 51.51      | 51.41      | 1:42.92 | +0.96  |
| 7                 | USA Chris Soule            | 51.89      | 51.09      | 1:42.98 | +1.02  |
| 8                 | JPN Kazuhiro Koshi         | 51.50      | 51.52      | 1:43.02 | +1.06  |
| 9                 | GER Wilfried Schneider     | 51.67      | 51.47      | 1:43.14 | +1.18  |
| 10                | CAN Duff Gibson            | 51.40      | 51.76      | 1:43.16 | +1.20  |
| 11                | GER Frank Kleber           | 51.58      | 51.76      | 1:43.34 | +1.38  |
| 12                | AUT Christian Auer         | 51.81      | 51.56      | 1:43.37 | +1.41  |
| 13                | GBR Kristan Bromley        | 52.17      | 51.26      | 1:43.43 | +1.47  |
| 14                | NOR Snorre Pedersen        | 52.07      | 51.70      | 1:43.77 | +1.81  |
| 15                | CAN Pascal Richard         | 51.98      | 51.86      | 1:43.84 | +1.88  |
| 16                | SUI Felix Poletti          | 51.76      | 52.11      | 1:43.87 | +1.91  |
| 17                | FRA Philippe Cavoret       | 51.92      | 51.96      | 1:43.88 | +1.92  |
| 18                | JPN Masaru Inada           | 52.05      | 51.93      | 1:43.98 | +2.02  |
| 19                | ITA Christian Steger       | 52.25      | 52.15      | 1:44.40 | +2.44  |
| 20                | KOR Kang Kwang-Bae         | 52.11      | 52.40      | 1:44.51 | +2.55  |
| 21                | LAT Tomass Dukurs          | 52.29      | 52.38      | 1:44.67 | +2.71  |
| 22                | RUS Constantin Aladashvili | 52.92      | 52.67      | 1:45.59 | +3.63  |
| 23                | GRE Michael Voudouris      | 54.11      | 54.33      | 1:48.44 | +6.48  |
| 24                | CZE Josef Chuchla          | 54.02      | 54.64      | 1:48.66 | +6.70  |
| 25                | MEX Luis Carrasco          | 54.32      | 54.66      | 1:48.98 | +7.02  |
| 26                | ARG German Glessner        | 55.40      | 57.25      | 1:52.65 | +10.69 |

Legenda
| Recorde mundial      | Recorde mundial (World record)               |                       | Recorde africano                      | Recorde africano (African) |                                           | Q | Classificado por posição (Qualified) |
| Recorde olímpico     | Recorde olímpico (Olympic record)            | Recorde da América    | Recorde da América (Americas)         | q                          | Classificado por melhor tempo (Qualified) |   |                                      |
| Melhor marca do ano  | Melhor marca do ano (World leading)          | Recorde asiático      | Recorde asiático (Asian)              | DNS                        | Não largou (Did not start)                |   |                                      |
| Recorde nacional     | Recorde nacional (National record)           | Recorde europeu       | Recorde europeu (European)            | DNF                        | Não terminou (Did not finish)             |   |                                      |
| Recorde pessoal      | Recorde pessoal do atleta (Personal best)    | Recorde da Oceania    | Recorde da Oceania (Oceania)          | DSQ / DQ                   | Desclassificado (Disqualified)            |   |                                      |
| Recorde da temporada | Recorde da temporada do atleta (Season best) | Recorde sul-americano | Recorde sul-americano (South America) | NM                         | Sem marca (No mark)                       |   |                                      |